# Sergio Facchi
Sergio Facchi (Chiari, 24 luglio 1953) è un ex calciatore italiano, di ruolo difensore.

## Carriera
Cresce nel Brescia, con cui debutta in Serie B nel 1972, il 4 giugno 1972 nella partita Como-Brescia (0-0), e vi disputa quattro campionati, totalizzando 61 presenze e 2 gol tra i cadetti.
In seguito disputa tre campionati di Serie C con Mantova, Benevento e nuovamente Mantova, in tutto nella città virgiliana disputa sei stagioni per un totale di 180 partite e 5 reti.